# 1867 Dêifobo
1867 Dêifobo é um asteroide troiano de Júpiter. Foi descoberto em 3 de março de 1971 por Carlos Ulrrico Cesco e Samuel, A.